# 救世軍士官学校
救世軍士官学校（きゅうせいぐんしかんがっこう）は、東京都杉並区和田にある、救世軍士官の養成機関。

## 概要
救世軍の士官を訓練・養成する全寮制の学校で、訓練期間は2年間。卒業すると中尉に任命される。入学可能な年齢は原則として18歳から48歳までで、召命の確信があり、救世軍の小隊長、または教会の牧師の推薦が必要。入学までに救世軍に転会し、救世軍士官として奉仕する意志があれば、救世軍以外の教会員も出願可能。救世軍士官は士官同士でしか結婚できない規定となっているため、既婚者の入学志願者は夫婦そろって志願する必要がある。
通常の神学校のような神学教育に加え、社会福祉についての学習、英会話やブラスバンド、タンバリンなどの実習、「ときのこえ発射」と呼ばれる機関紙「ときのこえ」の訪問販売活動などがあるのが特徴。

## 沿革

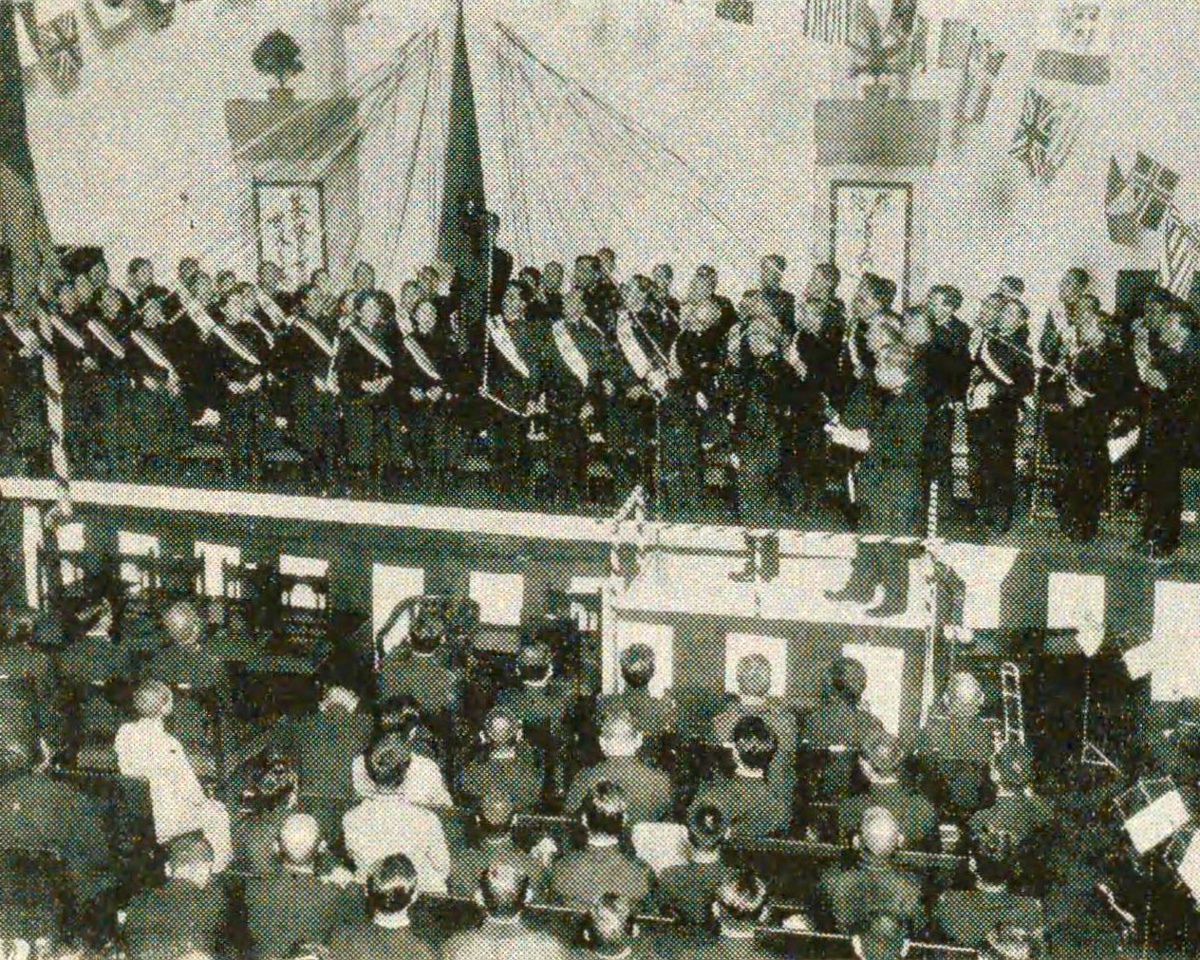
「敢為の学年」の新士官任命式（1936年）

1895年（明治28年）にエドワード・ライト大佐らが日本開戦を行った直後から士官教育が始まり、1906年（明治39年）市谷に校舎を新築（のち渋谷に移転）。1919年（大正8年）矢吹幸太郎少佐が日本人初の士官学校校長となった。
1940年（昭和15年）に救世軍が官憲の弾圧を受けて「日本救世団」と改称した際に救世軍士官学校も救世学院、さらに東光学院と改称し、1943年（昭和18年）には日本東部神学校への統合により廃校となった。
戦後まもなく日本の救世軍は活動を再開し、1947年（昭和22年）に戦後第一期の開校と士官候補生歓迎会を行った。1961年（昭和36年）に訓練期間をそれまでの1年から2年に延長し、各地の小隊での実地訓練の機会を増やす改革を行った。
1963年（昭和38年）に士官学校は渋谷から現在地に移転し、献堂式で東京都知事（代理）と藤田たき（津田塾大学学長）から祝辞が寄せられた。
1980年代以降は志願者ゼロの年が複数年あり、救世軍にとって次世代を担う士官養成は大きな課題となっている。

## 著名な出身者
- 石島雉子郎 - 俳人、救世軍大佐